# Igor Stříž
Igor Stříž (* 15. září 1964) je český státní zástupce, od července 2021 do března 2025 nejvyšší státní zástupce, předtím v letech 2011 až 2021 první náměstek nejvyššího státního zástupce.

## Život
V letech 1982 až 1986 vystudoval Právnickou fakultu Univerzity Karlovy v Praze. Poté působil jako vyšetřovatel a vojenský prokurátor. Před rokem 1989 byl také několik let členem KSČ.
V roce 1994 se stal státním zástupcem u olomoucké pobočky Krajského státního zastupitelství v Ostravě, o dva roky později byl přeložen k Vrchnímu státnímu zastupitelství v Olomouci, kde byl v letech 1997–2007 náměstkem. Na tuto funkci rezignoval poté, co byl na návrh tehdejší nejvyšší státní zástupkyně Renaty Vesecké v souvislosti s trestním stíháním Jiřího Čunka odvolán olomoucký vrchní státní zástupce Ivo Ištvan (ten se pak obrátil na správní soud, který odvolání zrušil).
V lednu 2011 přešel na Nejvyšší státní zastupitelství, kdy byl na návrh nejvyššího státního zástupce Pavla Zemana jmenován ministrem spravedlnosti Jiřím Pospíšilem do funkce prvního náměstka nejvyššího státního zástupce. Na starosti měl odbory trestního řízení, mimořádných opravných prostředků, závažné hospodářské a finanční kriminality a mezinárodní odbor. Je také předsedou redakční rady časopisu Státní zastupitelství.
Na konci června 2021 jej ministryně spravedlnosti Marie Benešová navrhla vládě ČR jako nového nejvyššího státního zástupce, který by měl nahradit Pavla Zemana, jenž k 30. červnu 2021 na svůj post rezignoval. Druhá vláda Andreje Babiše však do konce června 2021 nového nejvyššího státního zástupce nezvolila, a tak od 1. července 2021 vedl Nejvyšší státní zastupitelství z titulu 1. náměstka právě Stříž. Nakonec jej vláda dne 12. července 2021 na post nejvyššího státního zástupce schválila, funkce se ujal o den později.
Nejvyšším státním zástupcem byl zhruba 3 a půl roku. Dne 6. ledna 2025 předal ministru spravedlnosti ČR Pavlu Blažkovi svou rezignaci, jelikož se rozhodl v čele žalobců z osobních a rodinných důvodů skončit. Rezignační lhůta uplynula 31. března 2025, tímto dnem skončil i jako státní zástupce. Opustil tak po zhruba čtyřech desítkách let soustavu státního zastupitelství. Vláda Petra Fialy pak jako jeho nástupkyni schválila Lenku Bradáčovou. Samotný Stříž odešel do soukromého sektoru pracovat jako advokát.